# Josef Váňa
Josef Váňa starší (* 20. října 1952 Slopné) je český dostihový jezdec, chovatel, trenér a politik, od září 2024 poslanec Poslanecké sněmovny PČR, od roku 2016 zastupitel Karlovarského kraje, od roku 2002 místostarosta města Chyše na Karlovarsku. S osmi vítězstvími ve Velké pardubické a s mnoha dalšími jezdeckými a trenérskými úspěchy je největší postavou českého dostihového sportu. Podle neoficiálních informací za svou dostihovou kariéru zvítězil ve více než 270 dostizích.
Dne 28. října 2009 byla Josefu Váňovi udělena medaile Za zásluhy.

## Vítězství ve Velké pardubické
- 1987 – Železník
- 1988 – Železník
- 1989 – Železník
- 1991 – Železník
- 1997 – Vronsky
- 2009 – Tiumen
- 2010 – Tiumen
- 2011 – Tiumen

## Zaměstnání a sport
Začínal jako chovatel a ošetřovatel koní v Tlumačově, poté byl pomocným dělníkem na stavbě televizního vysílače na Pradědu, strojníkem lyžařského vleku a později vedoucím lyžařského střediska tamtéž. V osmadvaceti letech se vrátil k ježdění koní v Československu a jezdil také v Německu. Roku 1994 se stal trenérem dostihových koní a majitelem firmy Jovan se sídlem v Bohuslavi u Karlových Varů. Sportovní trofeje ovšem nezískal jen v dostizích. V mezinárodním závodu Horské služby byl členem vítězné hlídky HS Pradědu v Krkonoších v roce 1976 a ve Vysokých Tatrách 1978, zvítězil v obřím slalomu ve Vysokých Tatrách v roce 1978, startoval v Jizerské padesátce (např. v r. 1978 čas 4.01:38 hod) a v Jesenické sedmdesátce. V mládí byl také známý jako skvělý fotbalový útočník.

## Jezdecká kariéra
V dětství jezdil na všem, na čem se jezdit dalo – na kozách, kravách, koních, a dokonce i na prasatech. Svůj první dostih absolvoval v roce 1979 na klisně Kalině, se kterou také získal své první vítězství. Na start Velké pardubické se poprvé postavil v roce 1985 s Paramonem a dojel na druhém místě. V jednom rozhovoru prohlásil, že nebýt jeho otálení se znovunasednutím po pádu na Hadím příkopě, dojel by při své premiéře do cíle jako vítěz.
Prvního vítězství ve Velké pardubické se dočkal v roce 1987 v sedle legendárního Železníka. S ním dokázal zvítězit ještě třikrát, v roce 1988, 1989 a naposledy i přes pád na Poplerově skoku v roce 1991. Páté vítězství si připsal v sedle Vronského v roce 1997 a šesté, sedmé a osmé v sedle Tiumena v roce 2009 respektive 2010 a 2011. Když byl mladý, trénoval ho nepříliš známý bývalý žokej Libor Krotký, podle kterého pojmenoval svého koně.
Na rovině startoval od roku 1989 (odkdy je vedena internetová statistika Jockey Clubu ČR) pouze dvakrát (bez vítězství), v překážkách absolvoval od roku 1989 do října 2009 celkem 628 startů, z toho 182 vítězných (procentuální úspěšnost: úspěšnost 28,98 %). Z koní, které jezdil od roku 1989, je třeba vedle Železníka a Vronského zmínit ještě alespoň Válečníka, Juventa, Retrievera a Kedona. V rovinových dostizích mu přísluší titul jezdec, v překážkových žokej. S Kedonem byl čtvrtý.
V roce 2013 při 123. Velké Pardubické spadl z Tiumena s číslem šest a ukončil kariéru. Po čase se ale rozhodl pokračovat a v srpnu 2014 se kvalifikoval na 124. Velkou Pardubickou. Dostih dokončil v závěru startovního pole na 16. pozici.

## Trenérské úspěchy
Trenérským úspěchům žokeje Josefa Váni dominuje deset vítězství ve Velké pardubické. Dvojnásobnou vítězkou v roce 2007 a 2008 byla bělka Sixteen (v roce 2011 doběhla jako druhá a 2010 třetí). Po jednom vítězství získali Decent Fellow (2006), Chalco (2001), Vronsky (1997, v sedle sám žokej Josef Váňa) a Cipísek (1996). V letech 2009, 2010 a 2011 zvítězil Váňa (zároveň jako žokej) s koněm Tiumen. V roce 2017 zvítězil další z Váňou trénovaných koní No Time To Lose. Z dalších koní, které Váňa trénoval, je třeba připomenout jména jako Del Sole, Juventus, Mastman, Welldancer nebo Barrow. V roce 2011 získal Josefem Váňou trénovaný kůň Roches Cross (IRE) vítězství v 91. Českém derby. České derby vyhrál jako trenér už v roce 2005 s Ready for Life a poté v roce 2015 s Touch of Geniusem. S koňmi Alpha Two (2013 a 2014) a Mazhilis (2016) dosáhl také vítězství v největší italské steeplechase, Gran Premio v Meranu.

## Zranění
Josef Váňa je pověstný svým nezdolným životním optimismem, se kterým čelí i mnohým zraněním, jimž se při svém povolání nemůže vyhnout. Jak sám říká, není snad v jeho těle jediná kost, kterou by neměl někdy zlomenou. Základní výčet jeho zranění vypadá takto: 
- zlomenina pánve,
- zlomená všechna žebra,
- zlomenina dvou obratlů,
- pět fraktur levé a tři fraktury pravé klíční kosti,
- roztříštěné pravé rameno,
- fraktury zápěstí na obou rukách,
- zlomenina levé nohy nad kotníkem a roztříštěná patní kost,
- zlomená čelist,
- pět otřesů mozku.[6]

Nejvážnější zranění utrpěl na dostizích v německém Iffezhaimu u Baden-Badenu 5. června 1994. Při dostihu na jedné překážce spadl z Verona a kůň jednoho z dalších jezdců dopadl hřbetem na něj. Váňa utrpěl těžký otřes mozku, mnohačetné zlomeniny žeber a pánve, zhmožděniny hrudníku, levá plíce byla zčásti utržená. Během převozu do nemocnice se mu několikrát zastavilo srdce a nastala klinická smrt. I přes prvotní skeptické stanovisko lékařů se uzdravil a druhý den po návratu z nemocnice seděl v sedle koně Matia Mou. Dne 13. srpna 1994, dva měsíce po úrazu, se Váňa opět postavil na start dostihu a v říjnu startoval ve Velké pardubické.
Ke své nezdolnosti v jezdectví sám prohlásil: „Když se mě budete chtít zbavit, budete mě asi muset zastřelit.“
| „                                                                                   | ... každý by měl mít ve vínku to, že než doma sedět a čekat na smrt, je lepší se někam proběhnout, projít. Každý z mých soukmenovců ať dělá, co může. Ale ať nesedí doma a nečeká, co přijde. | “ |
| — Josef Váňa v rozhovoru při příležitosti svých 70. narozenin. Sport 20. října 2022 | |   |

## Politická angažovanost
V komunálních volbách v roce 2002 byl zvolen jako nestraník za Sdružení nezávislých kandidátů do Zastupitelstva města Chyše na Karlovarsku. Mandát zastupitele města obhájil i ve volbách v letech 2006, 2010 (nestraník za SNK – pro město Chyše), 2014 (opět nestraník za SNK – pro město Chyše), 2018 (nestraník za Sdružení nezávislých kandidátů – pro město Chyše a jeho okolí) a 2022 (nestraník za „Sdružení nezávislých kandidátů – pro město Chyše a jeho osady“).
Ve volbách do Poslanecké sněmovny PČR v roce 2010 kandidoval v Karlovarském kraji jako nestraník za TOP 09. Původně byl na 10. místě kandidátky, díky preferenčním hlasům se posunul na 2. místo (strana však získala v kraji pouze jeden mandát, a tak byl prvním náhradníkem).
Na podzim 2015 oznámil, že bude ve volbách do Senátu PČR v roce 2016 kandidovat v obvodu č. 1 – Karlovy Vary za hnutí ANO. Se ziskem 18,96 % hlasů postoupil z druhého místa do druhého kola, v němž prohrál poměrem hlasů 33,82 % : 66,17 % s kandidátem hnutí STAN Janem Horníkem. Senátorem se tak nestal. V krajských volbách v roce 2016 byl zvolen jako nestraník za hnutí ANO zastupitelem Karlovarského kraje. Na kandidátce původně figuroval na 30. místě, ale vlivem preferenčních hlasů skončil druhý. Když se ho novináři v červnu 2019 ptali, zda stále podporuje hnutí ANO, řekl, že momentálně nemá jasno, jestli Babiše a jeho hnutí stále podporuje. Konkrétně pak ještě dodal: „A to kvůli tomu, co se všechno povídá a děje kolem pana Babiše. S demonstranty ale nesouhlasím, jejich aktivita se mi vůbec nelíbí. Vyčkám na to, kde je vlastně pravda.“ Nicméně v roce 2018 zmizelo jeho jméno z webových stránek hnutí ANO, a to ze sekce Podporují nás.
Na konci roku 2019 se ujal funkce radního Karlovarského kraje pro oblast tělovýchovy a sportu. V krajských volbách v roce 2020 obhájil jako nestraník za hnutí ANO post zastupitele Karlovarského kraje. Hnutí ANO se však nestalo součástí nové krajské koalice, a tak v prosinci 2020 skončil na postu radního kraje.
Ve volbách do Poslanecké sněmovny PČR v roce 2021 kandidoval v Karlovarském kraji jako nestraník za hnutí ANO. Kandidoval z 5. místa a vlivem preferenčních hlasů se však posunul na 4. místo. Po zvolení bývalé poslankyně a první náhradnice v tomto kraji, Věry Procházkové do Senátu PČR se stal Váňa místo ní prvním náhradníkem. Ve volbách do Senátu PČR v roce 2024 byla zvolena současná poslankyně Jana Mračková Vildumetzová a mandát v Poslanecké sněmovně připadl právě Váňovi.
Ve volbách do Senátu PČR v roce 2022 kandidoval jako nestraník za hnutí ANO v obvodu č. 7 – Plzeň-město. Se ziskem 20,23 % hlasů skončil na 3. místě, a nepostoupil tak do 2. kola voleb.
V krajských volbách v roce 2024 kandidoval do Zastupitelstva Karlovarského kraje z 11. místa kandidátky jako nestraník za hnutí ANO. Mandát zastupitele se mu podařilo obhájit.
Ve volbách do Poslanecké sněmovny PČR v roce 2025 kandiduje na 2. místě kandidátky hnutí ANO v Karlovarském kraji.

## Filmy
Roku 2012 o něm režisér Jakub Vágner natočil televizní dokument „Josef Váňa“.